# Bordeaux-en-Gâtinais
Bordeaux-en-Gâtinais é uma comuna francesa na região administrativa do Centro, no departamento Loiret. Estende-se por uma área de 9,31 km². Em 2010 a comuna tinha 112 habitantes (densidade: 12 hab./km²).